# 李毓昌
李毓昌（1772年—1808年），字皋言，号荣轩，山東省莱州府即墨县人，嘉庆十三年（1808年）戊辰科进士，以候補知縣任查賑委員到淮安查核賑災款項，被山陽知縣王伸漢勾結僕役而謀殺，史稱淮安奇案，被列為清末四大奇案之一。

## 案情始末
乾隆五十九年（1794年）李毓昌中恩科孝廉（秀才），嘉慶十三年戊辰科三甲進士，以知县发江苏。当时淮安水患，两江總督鐵保命他以候補知縣的身分，改任「查賑委員」，勘查山阴县赈济事务，到淮安查核賑災銀兩。

### 緣由
李毓昌经过实际走访，鉤稽戶口，發覺當時賑款九萬兩白銀，其中兩萬三千兩白銀落入山陽縣令王伸漢之手，李毓昌写好清冊，打算揭發此弊案。李毓昌的僕人李祥將此事告知王伸漢的僕人包祥。王伸漢無法脫罪，重金行賄李毓昌。李毓昌為人刚正不阿，严词拒绝。王伸漢只好派包祥勾結李毓昌的僕人李祥、顧祥、馬連升等，盗取清冊，也没有成功。于是設計把李毓昌毒死。王伸汉请李毓昌喝酒，晚上回到住所口渴，李祥把毒藥放到湯中给他喝。李毓昌睡下后，苦于腹痛起床，这时包祥從後面抓住他的頭，李毓昌怒斥：「你要干什么？」李祥说：「我等不能侍奉大人了。」馬連升解下自己所繫的帶子将他勒死，王伸漢謊報為上吊自殺。淮安知府王轂派人驗視，回報说：「屍体口中有血。」王轂大怒，杖责驗視人，于是以自縊上报。

### 追查
李毓昌的族叔李泰清是即墨縣武學生員，與沈某至山陽迎喪，發覺屍體有異狀，認為不像是自經而死，質疑剛剛考取進士而前程似錦的姪子會莫名其妙自縊，於是告知了李毓昌的妻子，恰好李妻也發現了李毓昌遗物中写有“山陽知縣冒賑，以利啗毓昌，毓昌不敢受，恐上负天子”的文稿，兩人立刻得知李毓昌被謀害。李泰清至北京都察院上訴，向皇帝告御狀。

### 判決
嘉慶帝下令逮捕王轂、王伸漢及众僕人，至刑部會訊。山東按察使朱錫爵奉命重新驗屍，發現只有胸前骨头如故，其他地方盡黑。因为中毒未至死，最后是縊死的。經過拷問後，王伸漢與僕人們认罪。嘉慶帝震怒，将王伸汉的家人包祥，先刑夹一次，然后处斩。顾祥、马连升，出卖主人，皆凌迟处死。命将李祥解至李毓昌墓前先刑夹一次，然后处死，并摘心致奠。山阳知县王伸汉，贪冒赈银，“法无可贷”，谋害职官，“贪黩残忍”，处以斩立决；知府王轂“知情受贿，同恶相济……罪亦无可逭”，处以绞立决。两江总督铁保、江苏巡抚汪日章都被貶謫、流放。

## 追封族親
嘉慶追贈李毓昌為知府銜，親自作《悯忠诗》，立碑墓前，李毓昌無子，皇帝下詔為其立後，封其嗣子李希佐為舉人。李泰清晉級為武举人。